# Une reine est couronnée
Pour plus de détails, voir Fiche technique et Distribution.
Une reine est couronnée (titre original : A Queen Is Crowned) est un film documentaire britannique réalisé par Christopher Fry, sorti en 1953.
Ce documentaire retrace le couronnement d'Élisabeth II, le 2 juin 1953.
Le film est nommé pour l'Oscar du meilleur film documentaire lors de la 26e cérémonie des Oscars, en 1954.

## Fiche technique
- Titre : Une reine est couronnée
- Titre original : The World is Rich
- Réalisation : Christopher Fry
- Musique : Guy Warrack
- Producteur : Castleton Knight
- Société de production : The Rank Organisation
- Société de distribution : General Film Distributors (Royaume-Uni), Universal Pictures (États-Unis)
- Pays d'origine :  Royaume-Uni
- Format : Couleurs (Technicolor) — 35 mm — 1,37:1 — Son : Mono
- Genre : Film documentaire
- Durée : 79 minutes (1 h 19)
- Dates de sortie :
  - Royaume-Uni : juin 1953
  - États-Unis : 6 juin 1953
  - France : 12 juin 1953

## Distribution
- Laurence Olivier : le narrateur (voix)
- Élisabeth II : elle-même
- Philip Mountbatten, duc d'Édimbourg : lui-même
- Reine-mère Elizabeth : elle-même
- Prince Charles : lui-même
- Henry, duc de Gloucester : lui-même
- Louis Mountbatten : lui-même
- Edward Windsor, duc de Kent : lui-même
- Winston Churchill : lui-même

## Récompenses et distinctions

### Nominations
- 1954 : Oscar du meilleur film documentaire lors de la 26e cérémonie des Oscars.